# Nova Štifta, Gornji Grad
Nova Štifta este o localitate din comuna Gornji Grad, Slovenia, cu o populație de 514 locuitori.